# Pietro Antonio Zorzi

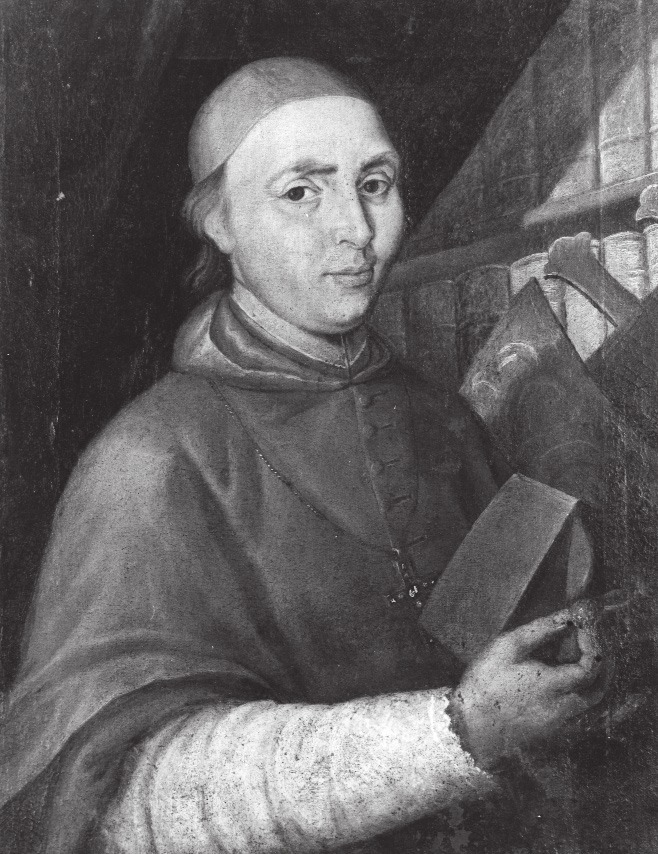
Aartsbisschop Zorzi van Udine

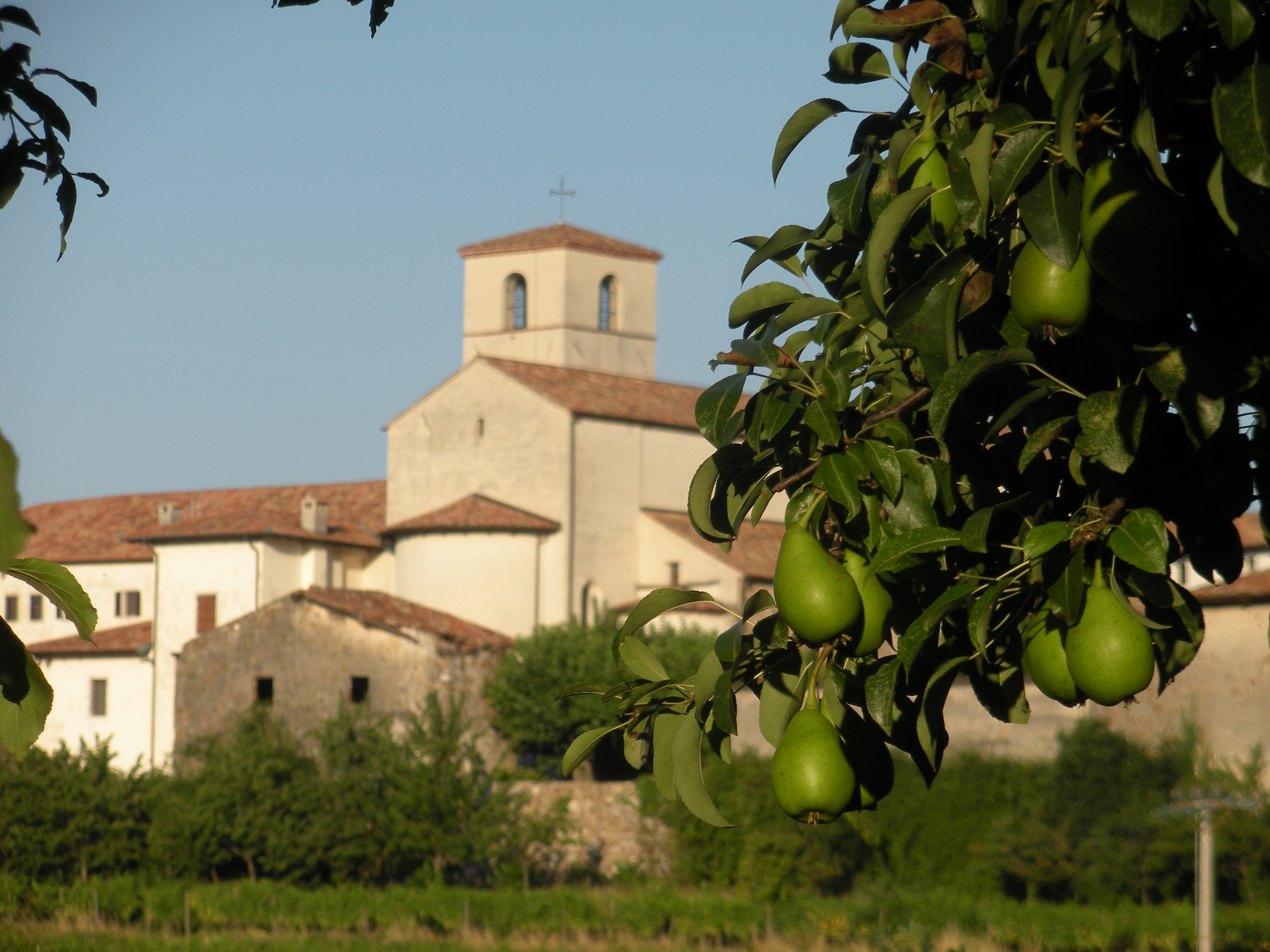
Abdij van Rosazzo in Manzano waar hij abt-markies was

Pietro Antonio Zorzi (Novigrad (Zadar), 7 november 1746 – Udine, 17 december 1803) was bisschop van Ceneda (1786-1792) in de Republiek Venetië, en kardinaal-aartsbisschop van Udine (1792-1803). Als aartsbisschop maakte hij het einde van de Republiek Venetië mee (1797), de Franse bezetting (1797) en nadien het Oostenrijks bestuur van Friuli en dus van Udine (1798-1805).
Zorzi was abt-markies van de abdij van Rosazzo (1792-1797); Rosazzo behoorde later tot de gemeente Manzano (Udine).
Zorzi stond bekend als een pro-Oostenrijkse prelaat.

## Levensloop
Zorzi groeide op in Novigrad en Zadar, die tot Dalmatië (Kroatië) behoorden, dat zelf een deel was van de Republiek Venetië. Zijn ouders waren patriciërs. Hij trok naar de hoofdstad Venetië waar hij studeerde in de Accademia dei Nobili. Deze school was in handen van de priesterorde Somaschi, zo genoemd naar het plaatsje Somasca aan het Comomeer waar de orde gesticht was. Na zijn studies trad Zorzi toe de orde der Somaschi. Hij werd priester gewijd in 1768 en hield zich aanvankelijk bezig met diverse onderwijstaken van de orde.

### Bisschop van Ceneda
In 1786 werd hij tot bisschop gewijd; zijn bisschopstroon was deze van Ceneda op beslissing van de senaat van Venetië. Ceneda was een dorp in de Republiek Venetië in de buurt van Treviso; tot 1769 was de bisschop er tevens de burggraaf. Zorzi was bisschop zonder territoriale bevoegdheid in de republiek. Het was in Ceneda dat Zorzi interesse kreeg in het jansenisme. De orde der Somaschi kende een neerval omdat de doge in 1769 besliste de kleine conventen op te doeken. Zorzi correspondeerde met jansenisten in Italië en in Utrecht.

### Aartsbisschop van Udine
In 1792 liet de senaat van Venetië hem bevorderen tot aartsbisschop van Udine. Aartsbisschop Zorzi zwoer als een van de belangrijke prelaten van het land trouw aan Lodovico Manin, doge van Venetië. De doge vereerde hem met het markizaat en abbatiaat over de abdij van Rosazzo.
Als aartsbisschop had hij te maken met de aardbeving en zware regenval in de Karnische Alpen (1794).
De kerkelijke problemen werden nog groter door de politieke agitatie rond de oprukkende Fransen. In februari 1797 stonden de troepen van de Franse generaal Bernadotte in de landstreek Friuli. Zij legden het kerkelijk grootgrondbezit aan banden. Voor Zorzi zat er niet veel anders op de confiscaties van kerkelijke goederen te ondergaan. Zorzi stond bekend als een vriend van de Oostenrijkers doch profileerde zich zo niet bij de Franse bezetter. Zijn priesterseminarie en aartsbisschoppelijk paleis in Udine was hij kwijt. Kunstschatten en kerkelijk zilverwerk werden weggehaald. Kerkelijke gebouwen in het aartsbisdom werden op Frans bevel verkocht. Op 17 oktober 1797 werd het akkoord van Campo Formio ondertekend tussen Fransen en Oostenrijkers: Friuli, en dus Udine, ging over naar de Habsburgse keizer in Wenen en de Republiek Venetië hield op te bestaan. Op 2 februari 1798 zwoer de hele geestelijkheid van Udine trouw aan de keizer, en dit op aansturen van Zorzi.
In 1799 liet hij het bisdom bidden voor paus Pius VI, die de Fransen uit Rome naar Lyon sleepten. De kerkelijke overheid moeide zich verder niet met de jansenistische sympathieën van Zorzi. In 1801 organiseerde Zorzi collectes voor de noodlijdenden, en dezen waren er door de oorlog in alle lagen van de bevolking, niet alleen bij de armen. Met de Oostenrijkers kon hij akkoorden maken om een deel van de kerkelijke goederen terug te verkrijgen. Het moeilijkste was het priesterseminarie terug te krijgen, want dit was voor de Oostenrijkers een militair hospitaal, net zoals voor de Fransen. Zorzi had goede relaties met keizer Frans II van het Heilige Roomse Rijk; dat leidde ertoe in 1803 dat de keizer aan paus Pius VII vroeg Zorzi tot kardinaal te benoemen. Wegens zijn zwakke gezondheid geraakte Zorzi nooit meer in Rome. Eind 1803 stierf hij en werd begraven in de kathedraal van Udine.

## Werken
Van zijn hand zijn enkele pastorale brieven en homelies bewaard gebleven. Hij schreef twee gedichten: het zijn lofprijzingen aan de zalige Benvenuta van Cividale del Friuli en aan de heilige Margherita van Cortona.